# Za to může alkohol
Za to může alkohol (v anglickém originále Blame It on the Alcohol) je čtrnáctá epizoda druhé série televizního seriálu Glee a v celkovém pořadí třicátá šestá epizoda. Scénář napsal Ian Brennan, režíroval ji Eric Stoltz a poprvé se vysílala ve Spojených státech dne 22. února 2011 na televizním kanálu Fox. Tato epizoda se točí hlavně kolem otázky alkoholismu mezi mladistvými, když studenti střední školy McKinley přicházejí do školy opilí stále ve větším počtu. Ředitel Figgins (Iqbal Theba) plánuje shromáždění, které by studenty informovalo o nebezpečí alkoholismu u mladistvých a požádá vedoucího sboru Willa Schuestera (Matthew Morrison), aby jeho studenti předvedli píseň, která vysílá pozitivní zprávu při omezení alkoholu. Rachel Berry (Lea Michele) pořádá večírek pro členy sboru, kde se téměř všichni opijí; účastníci se probudí s kocovinou a musí předvádět různé písničky proti alkoholu, zatímco jsou ještě stále pod vlivem. Shromáždění se zvrtne, když poté, co zazpívají píseň oslavující alkohol, se také dvě zpěvačky přímo na pódiu pozvrací. To ale všechny účastníky vyděsí a začnou se vyhýbat alkoholu.
Epizoda získala od mnoho kritiků pozitivní reakce, ačkoliv tam byl i nesouhlas ohledně zprávy, kterou seriál vysílá ohledně pití alkoholu. Večírek pořádaný Rachel byl chválen i píseň "Don't You Want Me", která na ní zazněla, stejně jako píseň na shromáždění, Keshina "Tik Tok". Epizoda obsahuje cover verze čtyř písní a všechny byly vydány jako singly a jsou dostupné ke stažení. Tři ze singlů se objevily i v hitparádě Billboard Hot 100. Poprvé se v seriálu objevila i původní píseň psaná přímo pro seriál, a to "My Headband" (v překladu Moje čelenka), kterou zpívala Lea Michele jako Rachel a nebyla vydána jako singl. Epizodu v den vysílání sledovalo 10,58 milionů amerických diváků.

## Děj epizody
Ředitel Figgins (Iqbal Theba) je znepokojen tím, že se čím dál tím víc studentů opíjí a chodí opilí i do školy a proto se rozhodne uspořádat shromáždění, na kterém by promluvil o nebezpečnosti alkoholu a požádat sbor, aby vystoupil s písní proti alkoholu. Hlavní zpěvačka Rachel (Lea Michele) zpívá Finnovi (Cory Monteith) píseň, kterou sama napsala, o své čelence. Uvědomí si, že potřebuje inspiraci k tomu, aby napsala píseň na regionální kolo, takže zorganizuje house párty pro členy sboru, kterou také navštíví bývalý člen Kurt (Chris Colfer) a Blaine (Darren Criss), do kterého je Kurt tajně zamilovaný. Všichni účastníci party (kromě Kurta a Finna) se opijí a Rachel a Blaine spolu sdílejí dlouhý polibek a následně i společně vystupují s písní "Don't You Want Me" jako karaoke duet. Blaine stráví noc v Kurtově posteli, zcela oblečen. Kurtův otec Burt (Mike O'Malley) není potěšen tímto stupněm intimností pod jeho střechou a řekne Kurtovi, aby se ho pro příště nejprve zeptal. Kurt neochotně souhlasí, ale požádá Burta, aby si sám něco přečetl o homosexuálních vztazích, aby k němu mohl později přijít Kurt pro radu.
V pondělí přicházejí do školy členové sboru s kocovinou a zpívají píseň "Blame It". Vedoucí sboru Will Schuester (Matthew Morrison) je ohromen jejich "realistickým ztvárněním rolí", ale myslí si, že je ta píseň nevhodná pro shromáždění, protože oslavuje pití alkoholu. Fotbalová trenérka Shannon Beiste (Dot-Marie Jones) přemluví Willa, aby se k ní připojil na večer do kovbojského baru, aby se zbavili stresu a společně zpívají píseň "One Bourbon, One Scotch, One Beer". Will se opije a když dojde domů, je tak opilý, že všechny testy svých studentů oznámkuje jedničkou (A+) a poté opilý zavolá školní výchovné poradkyni Emmě Pillsbury (Jayma Mays), která ale není u telefonu, a tak jí nechává sexuálně zabarvenou zprávu.
Rachel pozve Blaina na schůzku a ten, přes Kurtovo zděšení, přijímá. Pohádají se, když Blaine navrhuje, že je možná bisexuál, zatímco Kurt existenci bisexuality popírá. Kurt navštíví Rachel po schůzce a varuje ji, že Blaine je určitě gay, je jenom momentálně nejistý. Na školním shromáždění New Directions vystupují s Keshiným "Tik Tok", ale píseň se předčasně ukončí, když se Brittany (Heather Morris) a Santana (Naya Rivera) přímo na jevišti z intoxikace pozvrací. Figgins později pochválí sbor za jejich úspěšné vystoupení, které donutilo mnoho studentů k vystřízlivění, protože si myslí, že sboristé to během shromáždění hráli. Trenérka roztleskávaček Sue Sylvester (Jane Lynch) veřejně poníží Willa, když před celou školou ve školním rozhlase pustí nahrávku, kterou opilý zanechal omylem na její hlasové schránce (a ne na Emmině). Will si uvědomí, že je pokrytecké říkat studentům, aby se vyvarovali alkoholu, když to nedělá on sám a dohodne se se všemi členy sboru, aby do nadcházejícího národního kola nepili alkohol. Řekne jim, že i on bude také abstinovat a vyzývá je, aby mu zavolali, ať je odveze domů, pokud se opijí a nezáleží na tom, kde jsou nebo jak pozdě je.
V kavárně Lima Bean, Rachel políbí střízlivého Blaina, což ho přiměje zjistit, že je opravdu gay. Místo zklamání je ale Rachel nadšená, řekne Kurtovi, že její vztah s mužem, který zjistí, že je gay, je "pro skladatele to nejlepší, co ho může potkat".

## Seznam písní
- "My Headband"
- "Don't You Want Me"
- "Blame It"
- "One Bourbon, One Scotch, One Beer"
- "Tik Tok"

## Hrají
| Dianna Agron     | Quinn Fabray          |
| Chris Colfer     | Kurt Hummel           |
| Jane Lynch       | Sue Sylvester         |
| Jayma Mays       | Emma Pillsburry       |
| Kevin McHale     | Artie Abrams          |
| Lea Michele      | Rachel Berry          |
| Cory Monteith    | Finn Hudson           |
| Heather Morris   | Brittany Pierce       |
| Matthew Morrison | William Schuester     |
| Mike O'Malley    | Burt Hummel           |
| Amber Riley      | Mercedes Jones        |
| Naya Rivera      | Santana Lopez         |
| Mark Salling     | Noah „Puck“ Puckerman |
| Jenna Ushkowitz  | Tina Cohen-Chang      |